# Steve Buscemi
Steven Vincent Buscemi (Brooklyn, New York, 1957. december 13. –) Primetime Emmy- és Golden Globe-díjas amerikai színész, filmrendező, filmproducer és forgatókönyvíró.
Rendszeresen dolgozik együtt a Coen testvérekkel, hat filmrendezésükben tűnt fel: A halál keresztútján (1990), Hollywoodi lidércnyomás (1991), A nagy ugrás (1994), Fargo (1996), A nagy Lebowski (1998) és Párizs, szeretlek! (2006). Emlékezetesebb alakításai voltak még Quentin Tarantino Kutyaszorítóban (1992), Robert Rodríguez Desperado (1995), Simon West Con Air – A fegyencjárat (1997), Tim Burton Nagy Hal (2003) és Armando Iannucci Sztálin halála (2017) című filmjeiben.
2010 és 2014 között a Boardwalk Empire – Gengszterkorzó című bűnügyi drámasorozat főszereplője volt. Alakításával két Screen Actors Guild-díjat, továbbá egy Golden Globe-ot és két Primetime Emmy-jelölést szerzett. Feltűnt a Maffiózók (2004, 2006), A stúdió (2007–2013), a Portlandia (2014–2017) és a Csodatévők (2019–) epizódjaiban. Rendezőként 1996-ben debütált a Bárbajnokok című vígjáték-drámával. Ezt követte az Állati kiképzés (2000), a Facér Jimmy (2005) és az Interjú (2007).
A szinkronszínészként is aktív Buscemi olyan művekben kölcsönözte hangját, mint a Szörny Rt.-filmek (2001–2013), A legelő hőse (2004), a Rém rom (2006) és a Hotel Transylvania-sorozat (2012–2022).
A média és számos filmkritikus azon kiváló színészek közt tartja számon, akiket ezidáig sosem jelöltek Oscar-díjra.

## Fiatalkora és tanulmányai
New York Brooklyn nevű városrészében született, olasz származású apa (a koreai veterán John Buscemi) és ír származású anya gyermekeként. Busceminek már a gimnázium utolsó évében felkeltette érdeklődését a színjátszás, ezért iratkozott be Lee Strasberg stúdiójába. Ott a színészeten kívül drámaírással is kezdett foglalkozni.

## Pályafutása
Első főszerepét a Parting Glances c. Bill Sherwood-darabban kapta. Azóta számos híres rendező meghívta már egy-egy munkájához, így egyebek mellett dolgozott Jim Jarmusch-sal a Mistery Trainben, Alexander Rockwellel A levesben (In The Soup) c. filmben, Martin Scorsesevel a New York-i történetekben (New York Stories), a Coen fivérekkel a Hollywoodi lidércnyomás, a Halál keresztútján, a Fargo és A nagy Lebowski című alkotásokban, és John Carpenterrel a Menekülés Los Angeles-ből c. filmben. A fentieken kívül a Con Air – A fegyencjárat c. akciófilmben John Malkovich és Nicolas Cage partnereként, és Jerry Bruckheimer Armageddonjában Bruce Willisszel, Billy Bob Thortonnal és Ben Affleckkel láthattuk.
Buscemit színészete és rendezői munkája elismeréséül többször kitüntette a szakma és a közönség, így az Emmy- és a Golden Globe-díjakkal is.

## Magánélete
Özvegy, felesége Jo Andres koreográfus volt. Fiúgyermekük, Lucian Buscemi 1990-ban született. Buscemi Brooklynban él családjával.

## Érdekességek
- Buscemi demokrata párti, annak idején részt vett John Kerry elnökjelölt kampányában is.[11]
- A 2001. szeptember 11-i támadások után New Yorkban önkéntes tűzoltónak állt a régi munkahelyén és egy hétig tizenkét órás műszakban túlélőket keresett a romok alatt. A munka közben kerülte a kamerákat és igyekezett névtelen maradni. (Buscemi 1980 és 1984 között városi tűzoltóként dolgozott.)
- 2001 áprilisában (a A vér kötelez című film forgatásának idejében) Észak-Karolina Wilmington városában Buscemit többször is megszúrta egy kocsmai verekedés során egy bizonyos Timothy William Fogerty.
- John Waters avantgárd rendező, az Inside the Actors Studio című talkshowban megjegyezte, hogy ő és Buscemi megdöbbentően hasonlítanak egymásra. Egyszer Waters küldött egy karácsonyi üdvözlőlapot, melyen Buscemi fotója szerepelt kissé átalakítva, mintha önmagáról készült képet küldött volna.

## Filmográfia

### Film

#### Rendező, író és producer
| Év   | Magyar cím      | Eredeti cím                       | Feladatkör | Feladatkör | Feladatkör |
| Év   | Magyar cím      | Eredeti cím                       | Rendező    | Író        | Producer   |
| ---- | --------------- | --------------------------------- | ---------- | ---------- | ---------- |
| 1994 |                 | What Happened to Pete (rövidfilm) | Igen       | Igen       | Nem        |
| 1996 | Bárbajnokok     | Trees Lounge                      | Igen       | Igen       | Nem        |
| 2000 | Állati kiképzés | Animal Factory                    | Igen       | Nem        | Igen       |
| 2005 | Facér Jimmy     | Lonesome Jim                      | Igen       | Nem        | Igen       |
| 2005 |                 | Symbiopsychotaxiplasm: Take 2 1/2 | Nem        | Nem        | Vezető     |
| 2007 | Interjú         | Interview                         | Igen       | Igen       | Nem        |
| 2009 |                 | Saint John of Las Vegas           | Nem        | Nem        | Vezető     |
| 2013 |                 | Medora                            | Nem        | Nem        | Vezető     |
| 2013 |                 | Vampire Weekend: Unstaged         | Igen       | Nem        | Igen       |
| 2018 |                 | Puzzle                            | Nem        | Nem        | Vezető     |
| 2018 |                 | Dreaming of a Vetter World        | Nem        | Nem        | Vezető     |
| 2022 |                 | The Listener                      | Igen       | Nem        | Igen       |

#### Színész
| Év   | Magyar cím                                                                  | Eredeti cím                                                   | Szerep                                            | Magyar hang                  |
| ---- | --------------------------------------------------------------------------- | ------------------------------------------------------------- | ------------------------------------------------- | ---------------------------- |
| 1985 |                                                                             | The Way It Is                                                 | Willy / Raphael                                   |                              |
| 1986 |                                                                             | Sleepwalk                                                     | munkás                                            |                              |
| 1986 |                                                                             | Parting Glances                                               | Nick                                              |                              |
| 1986 |                                                                             | No Picnic                                                     | halott strici                                     |                              |
| 1986 |                                                                             | Film House Fever                                              | Tony                                              |                              |
| 1987 | Gyilkos féltékenység                                                        | Kiss Daddy Goodnight                                          | Johnny                                            | Breyer Zoltán                |
| 1987 |                                                                             | Heart                                                         | Nicky                                             |                              |
| 1988 | Forró drót                                                                  | Call Me                                                       | Bicska                                            | Tahi József                  |
| 1988 |                                                                             | Heart of Midnight                                             | Eddy                                              |                              |
| 1988 | Rezdülések                                                                  | Vibes                                                         | Fred                                              | Fesztbaum Béla               |
| 1989 | New York rabszolgái                                                         | Slaves of New York                                            | Wilfredo                                          |                              |
| 1989 |                                                                             | Mystery Train                                                 | Charlie a borbély                                 |                              |
| 1989 | New York-i történetek                                                       | New York Stories                                              | Gregory Stark                                     | Kerekes József               |
| 1989 | A Broadway vérszopói                                                        | Bloodhounds of Broadway                                       | Willie 'Whining Willie'                           |                              |
| 1990 | Történetek a sötét oldalról                                                 | Tales from the Darkside: The Movie                            | Edward Bellingham                                 | Kassai Károly                |
| 1990 | New York királya                                                            | King of New York                                              | 'Test Tube'                                       | Kassai Károly                |
| 1990 | A halál keresztútján                                                        | Miller's Crossing                                             | 'Mink' Larouie                                    | Lippai László                |
| 1990 |                                                                             | Force of Circumstance                                         | Virgil                                            |                              |
| 1991 | Zandalee                                                                    | Zandalee                                                      | OPP Man                                           | Győri Péter                  |
| 1991 | Hollywoodi lidércnyomás                                                     | Barton Fink                                                   | Chet                                              | Tarján Péter (1. szinkron)   |
| 1991 | Hollywoodi lidércnyomás                                                     | Barton Fink                                                   | Chet                                              | Szokol Péter (2-3. szinkron) |
| 1991 |                                                                             | Life Is Nice                                                  | bolti eladó                                       |                              |
| 1991 | Billy Bathgate                                                              | Billy Bathgate                                                | Irving Nitzberg                                   | Varga Tamás                  |
| 1992 | Levesben                                                                    | In the Soup                                                   | Aldolpho Rollo                                    |                              |
| 1992 | Kutyaszorítóban                                                             | Reservoir Dogs                                                | Mr. Pink                                          | Csuja Imre                   |
| 1992 | Kutyaszorítóban                                                             | Reservoir Dogs                                                | Mr. Pink                                          | Kaszás Attila                |
| 1992 | Keresztül-kasul                                                             | CrissCross                                                    | drogdíler                                         |                              |
| 1993 | A húszdolláros                                                              | Twenty Bucks                                                  | Frank                                             | Kassai Károly                |
| 1993 |                                                                             | Claude                                                        | Danny                                             |                              |
| 1993 | Gyilkos nap                                                                 | Rising Sun                                                    | Willy 'Menyét' Wilhelm                            | Zách György                  |
| 1993 | Zsákbamama                                                                  | Ed and His Dead Mother                                        | Ed Chilton                                        | Kassai Károly                |
| 1994 | Félszemű Jimmy nyomában – Szociális katasztrófafilm                         | The Search for One-eye Jimmy                                  | Ed Hoyt                                           |                              |
| 1994 | A nagy ugrás                                                                | The Hudsucker Proxy                                           | csapos                                            | Haás Vander Péter            |
| 1994 | A nagy ugrás                                                                | The Hudsucker Proxy                                           | csapos                                            | Juhász Zoltán                |
| 1994 |                                                                             | Somebody to Love                                              | Mickey                                            |                              |
| 1994 | Pancserock                                                                  | Airheads                                                      | Rex                                               | Csuja Imre                   |
| 1994 | Pancserock                                                                  | Airheads                                                      | Rex                                               | Kaszás Gergő                 |
| 1994 | Ponyvaregény                                                                | Pulp Fiction                                                  | Buddy Holly pincér                                |                              |
| 1994 |                                                                             | Floundering                                                   | Ned                                               |                              |
| 1994 | Én és a maffia                                                              | Who Do I Gotta Kill?                                          | Fred                                              |                              |
| 1995 | Billy Madison – A dilidiák                                                  | Billy Madison                                                 | Danny McGrath                                     |                              |
| 1995 | Csapnivaló                                                                  | Living in Oblivion                                            | Nick Reve                                         | Selmeczi Roland              |
| 1995 | Leszámolás Denverben                                                        | Things to Do in Denver When You're Dead                       | Mr. Csitt                                         | Bognár Zsolt                 |
| 1995 | Desperado                                                                   | Desperado                                                     | Az amerikai                                       | Rosta Sándor                 |
| 1995 | Desperado                                                                   | Desperado                                                     | Az amerikai                                       | Kassai Károly                |
| 1996 | Fargo                                                                       | Fargo                                                         | Carl Showalter                                    | Kassai Károly                |
| 1996 | Menekülés Los Angelesből                                                    | Escape from L.A.                                              | Térképes Eddie                                    | Schnell Ádám                 |
| 1996 | Bárbajnokok                                                                 | Trees Lounge                                                  | Tommy                                             | Epres Attila                 |
| 1996 | Kansas City                                                                 | Kansas City                                                   | Johnny Flynn                                      | Csuja Imre                   |
| 1997 | Con Air – A fegyencjárat                                                    | Con Air                                                       | Garland 'Mariettai Marcangoló' Greene             | Háda János                   |
| 1997 | A szőke az igazi                                                            | The Real Blonde                                               | Nick Reve                                         |                              |
| 1998 | A nagy Lebowski                                                             | The Big Lebowski                                              | Theodore Donald 'Donny' Kerabatsos                | Háda János                   |
| 1998 | Hajó, ha nem jó                                                             | The Impostors                                                 | 'Happy' Franks                                    | Galbenisz Tomasz             |
| 1998 | Nászok ásza                                                                 | The Wedding Singer                                            | Dave Veltri                                       | Földi Tamás                  |
| 1998 | Armageddon                                                                  | Armageddon                                                    | 'Rockhound'                                       | Kaszás Attila                |
| 1998 |                                                                             | Louis & Frank                                                 | Drexel                                            |                              |
| 1999 | Apafej                                                                      | Big Daddy                                                     | hajléktalan                                       | Bakai László                 |
| 2000 | 28 nap                                                                      | 28 Days                                                       | Cornell Shaw                                      | Haás Vander Péter            |
| 2000 | Állati kiképzés                                                             | Animal Factory                                                | A.R. Hosspack                                     | Katona Zoltán                |
| 2001 | Tétova tinédzserek                                                          | Ghost World                                                   | Seymour                                           | Pusztaszeri Kornél           |
| 2001 | Final Fantasy – A harc szelleme                                             | Final Fantasy: The Spirits Within                             | Neil Fleming (hangja)                             | Háda János                   |
| 2001 | A szürke zóna                                                               | The Grey Zone                                                 | 'Hesch' Abramowics                                |                              |
| 2001 | Hátulról mellbe                                                             | Double Whammy                                                 | Jerry Cubbins nyomozó                             | Galbenisz Tomasz             |
| 2001 | A vér kötelez                                                               | Domestic Disturbance                                          | Ray Coleman                                       | Szerémi Zoltán               |
| 2001 | Szörny Rt.                                                                  | Monsters, Inc.                                                | Randall Boggs (hangja)                            | Kaszás Attila                |
| 2002 | A kismenő                                                                   | Mr. Deeds                                                     | Beteg Szem                                        | Csuja Imre                   |
| 2002 |                                                                             | 13 Moons                                                      | Bananas a bohóc                                   |                              |
| 2002 | Szerelmi sokszögek                                                          | Love in the Time of Money                                     | Martin Kunkle                                     |                              |
| 2002 | Kémkölykök 2. – Az elveszett álmok szigete                                  | Spy Kids 2: The Island of Lost Dreams                         | Romero                                            | Bezerédi Zoltán              |
| 2003 | Kémkölykök 3-D – Game Over                                                  | Spy Kids 3-D: Game Over                                       | Romero (cameo)                                    | Bezerédi Zoltán              |
| 2003 | Nagy Hal                                                                    | Big Fish                                                      | Norther Winslow                                   | Epres Attila                 |
| 2003 | Kávé és cigaretta                                                           | Coffee and Cigarettes                                         | Danny                                             | Fazekas István               |
| 2004 | A legelő hősei                                                              | Home on the Range                                             | Menyhért (hangja)                                 | Lippai László                |
| 2005 | A sziget                                                                    | The Island                                                    | James McCord                                      | Epres Attila                 |
| 2005 | Románc és cigaretta                                                         | Romance & Cigarettes                                          | Angelo                                            | Kassai Károly                |
| 2006 | Ízlésficam                                                                  | Art School Confidential                                       | Bob 'Broadway Bob' D'Annunzio                     | Epres Attila                 |
| 2006 | Párizs, szeretlek!                                                          | Paris, je t'aime                                              | turista                                           |                              |
| 2006 | Rém rom                                                                     | Monster House                                                 | Mr. Horace Nebbercracker (hang és motion capture) | Balázs Péter                 |
| 2006 | Malac a pácban                                                              | Charlotte's Web                                               | Templeton (hangja)                                | Gardi Tamás                  |
| 2006 |                                                                             | Delirious                                                     | Les Galantine                                     |                              |
| 2007 | A nőmre hajtok                                                              | I Think I Love My Wife                                        | George Sianidis                                   | Rosta Sándor                 |
| 2007 | Interjú                                                                     | Interview                                                     | Pierre Peters                                     | Láng Balázs                  |
| 2007 | Férj és férj                                                                | I Now Pronounce You Chuck & Larry                             | Clint Fitzer                                      | Epres Attila                 |
| 2008 |                                                                             | Igor                                                          | Scamper (hangja)                                  |                              |
| 2009 |                                                                             | Rage                                                          | Frank                                             |                              |
| 2009 |                                                                             | John Rabe                                                     | Dr. Robert Wilson                                 |                              |
| 2009 | G-Force – Rágcsávók                                                         | G-Force                                                       | Bucky (hangja)                                    |                              |
| 2009 | A harcmező hírnökei                                                         | The Messenger                                                 | Dale Martin                                       | Epres Attila                 |
| 2009 | Sármos Harry                                                                | Handsome Harry                                                | Thomas Kelley                                     | Végh Péter                   |
| 2009 |                                                                             | Saint John of Las Vegas                                       | John Alighieri                                    |                              |
| 2009 | Lázongó ifjúság                                                             | Youth in Revolt                                               | George Twisp                                      | Epres Attila                 |
| 2010 | Nagyfiúk                                                                    | Grown Ups                                                     | Wiley                                             | Epres Attila                 |
| 2010 |                                                                             | Pete Smalls Is Dead                                           | Bernie Lake                                       |                              |
| 2010 |                                                                             | The Chosen One                                                | Neal                                              |                              |
| 2011 | Rampart                                                                     | Rampart                                                       | Bill Blago                                        | Rosta Sándor                 |
| 2012 | Úton                                                                        | On the Road                                                   | kereskedő                                         | Végh Péter                   |
| 2012 | Hotel Transylvania – Ahol a szörnyek lazulnak                               | Hotel Transylvania                                            | Wayne (hangja)                                    | Epres Attila                 |
| 2013 | A fantasztikus Burt Wonderstone                                             | The Incredible Burt Wonderstone                               | Anton Marvelton                                   | Epres Attila                 |
| 2013 | Szörny Egyetem                                                              | Monsters University                                           | Randall 'Randy' Boggs (hangja)                    | Rajkai Zoltán                |
| 2013 | Nagyfiúk 2.                                                                 | Grown Ups 2                                                   | Wiley                                             | Epres Attila                 |
| 2013 | Khumba                                                                      | Khumba                                                        | Hablaty (hangja)                                  | Kálid Artúr                  |
| 2014 | Elfelejtett idő                                                             | Time Out of Mind                                              | Art                                               | Rosta Sándor                 |
| 2014 | A cipőbűvölő                                                                | The Cobbler                                                   | Jimmy                                             | Epres Attila                 |
| 2015 | Hotel Transylvania 2. – Ahol még mindig szörnyen jó                         | Hotel Transylvania 2                                          | Wayne (hangja)                                    | Epres Attila                 |
| 2015 | Nevetséges hatos                                                            | The Ridiculous 6                                              | 'Doc' Griffin                                     |                              |
| 2016 | Norman: Egy New York-i szélhámos mérsékelt felemelkedése és tragikus bukása | Norman: The Moderate Rise and Tragic Fall of a New York Fixer | Blumenthal rabbi                                  | Epres Attila                 |
| 2017 | Bébi úr                                                                     | The Boss Baby                                                 | Francis Francis (hangja)                          | Schnell Ádám                 |
| 2017 | Transformers: Az utolsó lovag                                               | Transformers: The Last Knight                                 | Daytrader (hangja)                                | Seder Gábor                  |
| 2017 |                                                                             | Lean on Pete                                                  | Del Montgomery                                    |                              |
| 2017 | Sztálin halála                                                              | The Death of Stalin                                           | Nyikita Hruscsov                                  | Végh Péter                   |
| 2018 |                                                                             | Nancy                                                         | Leo Lynch                                         |                              |
| 2018 |                                                                             | The Week Of                                                   | Charles                                           |                              |
| 2018 | Hotel Transylvania 3. – Szörnyen rémes vakáció                              | Hotel Transylvania 3: Summer Vacation                         | Wayne (hangja)                                    | Epres Attila                 |
| 2019 | A holtak nem halnak meg                                                     | The Dead Don't Die                                            | Frank Miller                                      | Epres Attila                 |
| 2020 | Staten Island királya                                                       | The King of Staten Island                                     | Papa                                              | Végh Péter                   |
| 2020 | Hubie, a halloween hőse                                                     | Hubie Halloween                                               | Walter Lambert                                    | Epres Attila                 |
| 2022 | Hotel Transylvania – Transzformánia                                         | Hotel Transylvania: Transformania                             | Wayne (hangja)                                    | Epres Attila                 |
| 2022 |                                                                             | The Year Between                                              | Don                                               |                              |
| 2023 | Egynyári barátság 2.                                                        | Vacation Friends 2                                            | Reese Hackford                                    | Epres Attila                 |
| 2023 |                                                                             | Day of the Fight                                              | nagybácsi                                         |                              |
| 2024 | Transformers Egy                                                            | Transformers One                                              | Üstökös (hangja)                                  | Epres Attila                 |
| 2024 |                                                                             | The Shallow Tale                                              | Kollmick                                          |                              |
| 2025 |                                                                             | Animal Farm                                                   | Mr. Whymper (hangja)                              |                              |
| 2025 | Happy, a flúgos golfos 2.                                                   | Happy Gilmore 2                                               | Pat                                               | Végh Péter                   |

Rövidfilmek
- Tommy's (1985) – Tommy
- Film House Fever (1986) – Tony
- Arena Brains (1987) – ügynök
- Twins (1989) – pincér
- What Happens to Pete (1992) – idegen
- Black Kites (1996) – apa
- Who's the Top (2005) – Cymon
- I'm Dirty! (2007) – rakodó (hangja)
- Fight for Your Right Revisited (2011) – Walter
- My Depression (2014) – öngyilkos gondolatok (hangja)
- Mildred & The Dying Parlor (2016) – Rick

### Televízió
| Év         | Magyar cím                              | Eredeti cím                                | Szerep | Megjegyzés                                   |
| ---------- | --------------------------------------- | ------------------------------------------ | --- | -------------------------------------------- |
| 1986       |                                         | Not Necessarily the News                   | Neil | 1 epizód                                     |
| 1986       | Miami Vice                              | Miami Vice                                 | Rickles | - 1 epizód - magyar hangja: - Juhász György  |
| 1987       |                                         | The Equalizer                              | Archie | 1 epizód                                     |
| 1988       | Tell Vilmos                             | Crossbow                                   | Az őrség kapitánya                                                                                            | 1 epizód                                     |
| 1989       | Texasi krónikák: Lonesome Dove          | Lonesome Dove                              | Luke | - 4 epizód - magyar hangja: - Breyer Zoltán  |
| 1990       |                                         | Monsters                                   | John Dennis                                                                                                   | 1 epizód                                     |
| 1990       |                                         | Against the Law                            | Timmy Lowell                                                                                                  | 1 epizód                                     |
| 1991       |                                         | L.A. Law                                   | David Lee | 1 epizód                                     |
| 1992       | Megőrülök érted                         | Mad About You                              | Howie Balinger                                                                                                | 1 epizód                                     |
| 1993       | Mesék a kriptából                       | Tales from the Crypt                       | Ike | 1 epizód                                     |
| 1993       | Az utolsó törvényenkívüli               | The Last Outlaw                            | Philo | tévéfilm                                     |
| 1994–96    | Pete és kis Pete                        | The Adventures of Pete & Pete              | Phil Hickle                                                                                                   | 3 epizód                                     |
| 1995       | Gyilkos utcák                           | Homicide: Life on the Street               | Gordon Pratt                                                                                                  | 1 epizód                                     |
| 1998       |                                         | The Drew Carey Show                        | Ed Chilton | 1 epizód                                     |
| 1998, 2011 | Saturday Night Live                     | Saturday Night Live                        | Önmaga (házigazda)                                                                                            | 2 epizód                                     |
| 2002       | Egy gyilkosság története                | The Laramie Project                        | "Doki" O'Conner                                                                                               | tévéfilm                                     |
| 2003, 2007 | A Simpson család                        | The Simpsons                               | Önmaga / Dwight (hangja)                                                                                      | 2 epizód                                     |
| 2004       |                                         | Tanner on Tanner                           | Önmaga | 1 epizód                                     |
| 2004, 2006 | Maffiózók                               | The Sopranos                               | Tony Blundetto / A férfi                                                                                      | - 13 epizód - magyar hangja: - Háda János    |
| 2007–13    | A stúdió                                | 30 Rock                                    | Lenny Wosniak                                                                                                 | 6 epizód                                     |
| 2007       |                                         | Dust to Dust: The Health Effects of 9/11   | Narrátor (hangja)                                                                                             | dokumentumfilm                               |
| 2008       | Vészhelyzet                             | ER                                         | Art Masterson                                                                                                 | 1 epizód                                     |
| 2010–14    | Boardwalk Empire – Gengszterkorzó       | Boardwalk Empire                           | Nucky Thompson                                                                                                | - 56 epizód - magyar hangja: - Végh Péter    |
| 2014–17    |                                         | Portlandia                                 | különböző szerepek                                                                                            | 5 epizód                                     |
| 2014       |                                         | A Good Job: Stories of the FDNY            | Önmaga | dokumentumfilm                               |
| 2014–15    |                                         | Park Bench with Steve Buscemi              | Önmaga (házigazda)                                                                                            | 27 epizód                                    |
| 2014, 2015 | John Oliver-show az elmúlt hét híreiről | Last Week Tonight with John Oliver         | Önmaga / A főnök                                                                                              | 2 epizód                                     |
| 2015       |                                         | The Jim Gaffigan Show                      | Önmaga | 1 epizód                                     |
| 2016       | Horace és Pete                          | Horace and Pete                            | Pete Jr. | 9 epizód                                     |
| 2016       | Bob burgerfalodája                      | Bob's Burgers                              | Tom Innocenti (hangja)                                                                                        | 1 epizód                                     |
| 2016       | Amynek áll a világ                      | Inside Amy Schumer                         | Önmaga | 1 epizód                                     |
| 2016, 2019 | A megtörhetetlen Kimmy Schmidt          | Unbreakable Kimmy Schmidt                  | Önmaga | 2 epizód                                     |
| 2017       |                                         | Not the White House Correspondents' Dinner | Dr. Steve Buscemi                                                                                             | különkiadás                                  |
| 2017       |                                         | Neo Yokio                                  | Az Emlékeztető (hangja)                                                                                       | 2 epizód                                     |
| 2017       |                                         | Philip K. Dick's Electric Dreams           | Ed Morris | 1 epizód                                     |
| 2017       | Broad City                              | Broad City                                 | Mugger | 1 epizód                                     |
| 2017, 2023 | SpongyaBob Kockanadrág                  | SpongeBob SquarePants                      | Dorsal Dan (hangja)                                                                                           | 2 epizód                                     |
| 2018       | Elena, Avalor hercegnője                | Elena of Avalor                            | Saloso (hangja)                                                                                               | 1 epizód                                     |
| 2019–23    | Csodatevők                              | Miracle Workers                            | - Isten (1. évad) - Eddie Shitshoveler (2. évad) - Benny, a tinédzser (3. évad) - Morris Rubinstein (4. évad) | - 40 epizód - magyar hangja: - Scherer Péter |
| 2020       | Scooby-Doo és (sz)társai                | Scooby-Doo and Guess Who?                  | Önmaga / Paolo Buscemi (hangja)                                                                               | - 1 epizód - magyar hangja: - Kassai Károly  |
| 2021       | Rick és Morty                           | Rick and Morty                             | Eddie (hangja)                                                                                                | 1 epizód                                     |
| 2023       |                                         | Bupkis                                     | Mac atya | 1 epizód                                     |
| 2023       | Digman!                                 | Digman!                                    | Az antikvárius (hangja)                                                                                       | 1 epizód                                     |
| 2023       | A StoryBotok válaszolnak                | StoryBots: Answer Time                     | Mr. Castaway                                                                                                  | 1 epizód                                     |
| 2023–24    |                                         | Krapopolis                                 | Hephaestus (hangja)                                                                                           | 2 epizód                                     |
| 2024       | Félig üres                              | Curb Your Enthusiasm                       | Mike DiCarlo                                                                                                  | 1 epizód                                     |
| 2024       | Szörnyszakik                            | Monsters at Work                           | Randall Boggs (hangja)                                                                                        | - 2 epizód - magyar hangja: - Rajkai Zoltán  |
| 2024       |                                         | Fantasmas                                  | Q | 1 epizód                                     |
| 2024       | Korall tábor: SpongyaBob alsós évek     | Kamp Koral: SpongeBob's Under Years        | Dorsal Dan (hangja)                                                                                           | 1 epizód                                     |
| 2025       | Poker Face                              | Poker Face                                 | Good Buddy (hangja)                                                                                           | 4 epizód                                     |
| 2025       | A stúdió                                | The Studio                                 | Önmaga | 1 epizód                                     |
| 2025       | Hormonokkal túlfűtve                    | Big Mouth                                  | Mr. Pink (hangja)                                                                                             | 1 epizód                                     |
| 2025       | Wednesday                               | Wednesday                                  | Barry Dort | - 2. évad - magyar hangja: - Végh Péter      |

## Fordítás
- Ez a szócikk részben vagy egészben  a   Steve Buscemi című angol Wikipédia-szócikk fordításán alapul.  Az eredeti cikk szerkesztőit annak laptörténete sorolja fel. Ez a jelzés csupán a megfogalmazás eredetét és a szerzői jogokat jelzi, nem szolgál a cikkben szereplő információk forrásmegjelöléseként.
- Ez a szócikk részben vagy egészben  a   Steve Buscemi filmography című angol Wikipédia-szócikk fordításán alapul.  Az eredeti cikk szerkesztőit annak laptörténete sorolja fel. Ez a jelzés csupán a megfogalmazás eredetét és a szerzői jogokat jelzi, nem szolgál a cikkben szereplő információk forrásmegjelöléseként.